# Диса
Дисата (Disa) е род орхидеи, разпространени в Южна Африка и растат високо по планинските върхове и тревистите планински склонове. Ярките им цветове ги правят едни от най-забележителните растения в това местообитание, въпреки че цветовете им са малки по размер. Изключение прави Disa uniflora, чиито цветове са ярко червени и достигат 12 cm в диаметър.
Въпреки горещият климат, в който живеят, те са студенолюбиви орхидеи. За това се гледат лесно и са подходящи за цветари, почитатели на Coelogyne, Cymbidium, Pleione и други орхидеи, изискващи по-ниски температури.
Докато някои видове се наблюдават рядко (тъй като са малко и са тясно локализирани на определено място), други са често срещани и в някои области има изобилие от тях. Могат да се видят колонии от стотици или хиляди индивиди, особено, ако площта е била горена.
Опрашването на дисите е много разнообразно като се започне от самоопрашване и се стигне до опрашване от пчели, пеперуди и малки мухи.
Цъфтят през пролетта и лятото.

## Описание
Дисите имат кръгли или леко удължени грудки. Стъблата им варират от тънки и ниски (5 cm) до здрави и стабилни с 1 метър височина. Листата могат да бъдат разположени по цялото стъбло или само в основата образуващи розетка. Някои от видовете образуват стерилни стъбла (стъбла без цветонос), покрити с големи листа, докато тези с цветоноси са без никаква листна маса.
Съцветията са винаги неразклонени. Цветовете са завътяни на 180° и устната сочи надолу, както е при повечето орхидеи. Цветът варира от розово, бяло, синьо, червено и жълто до кафяво и често имат тъмни шарки. Средното чашелистче е най-често с шпора, дълга до 10 cm. При някои видове шпората е силно редуцирана до сакче или изобщо липсва. Устната обикновено е малка и тънка, но при някои видове е овална и широка, понякога дори дълбоко врязана.

## Отглеждане
Disa uniflora е най-известната представителка на рода. Тя е строго защитена. Името ѝ да не ви заблуждава, тя цъфти с 3 до 6 цвята на съцветие. Цветовете са в нюанси на червено и розово и много рядко – жълто. Disa uniflora е вечнозелена земна орхидея, която обича висока влажност. Може да бъде наблюдавана до потоци, водопади и мокри скали.
Единственият известен опрашител е пеперудата Meneris tulbaghia.
Светлина, въздух и температура: Дисите обичат много светлина, но не силна и пряка. През лятото трябва да им бъде осигурена 30 – 60% сянка, а през зимата им е необходима повече светлина. Дисите харесват да са на свеж въздух и затова могат да бъдат държани навън на сянка през лятото и ранната есен. Виреят на температури между 10 – 26 градуса, но могат да се гледат и на 30 градуса, ако са добре поляти и имат достатъчно въздух. Издържат за кратки периоди и на температури около 37 – 38 градуса.

## Поливане
Дисите имат нужда от много вода през цялата година. Поливат се на всеки 3 до 5 дена при топло време и 7 до 10 дена през зимата. Корените не бива да се оставят да изсъхнат. По принцип се препоръчва поливането с дъждовната вода, но ако тя е замърсена (или няма дъжд) се поливат с преварена и охладена вода. Трябва да се избягва вода с високо рН. То трябва да бъде между 5 и 6.8. Чешмяната вода става стига да не е много хлорирана и е препоръчително да се остави известно време да преседи преди поливането, за да може хлорът да се изпари.

## Торене
Дисите се торят от март до септември. Тогава трябва да им се слага повечко тор богат на калий, за да се заздравят листата и стъблата и да се подготвят за зимата. Тори се на всяко второ-трето поливане, като трябва саксията да се отцеди и промие внимателно, за да не остават излишни соли. Торенето се прекратява през октомври.

## Субстрат
Субстратът трябва да бъде винаги задължително изключително отцедлив, но задържащ валага. Подходяща смес е 40% сфагнум, 55% сфагнумен торф и 5% вермикулит. Това позволява на субстрата да задържа много влага.

## Пресаждане
Дисите трябва да бъдат пресаждани всяка година или след цъфтеж. Растението се вади от саксията, почиства се от субстрата и се засажда с нов субстрат в съд, достатъчно голям, за да поеме следващите 12 месеца растеж. Добре е растението и корените му в новия субстрат да са на същото ниво, на което са били в стария преди да бъде обилно полято. После се полива пак 20 минути по-късно. Седмица по-късно може да се възобнови нормалното поливане.

## Размножаване
Дисите се размножават вегетативно като образуват нови грудки, които се разделят след цъфтежа.
Друг метод за размножаване е чрез семена. Пресните семена се очаква да покълват на сфагнум. Саксията се пълни донякъде с речен пясък (добре измит) и отгоре се слага един слой сфагнум. Семената се разпръскват равномерно по него и се пръскат с подходящ фунгицид като например Каптан. Саксията се покрива с прозрачна пластмаса. После се слага на сенчесто място и се очаква семената да покълнат до 4 седмици. Средата се поддържа влажна като саксията се поставя в съд с вода. Проверява се за гъбични инфекции и в случай на такива, се третира с подходящи фунгициди. С развитието на разсада похлупакът постепенно се маха. Година след засаждане разсадът се мести в нова среда. Расте бързо през втората година, а на третата вече се развиват първите съцветия.

## Вредители
Най-честите вредители на дисите са листните въшки, червеният акар и трипса. Всякакви защитни препарати трябва да бъдат прилагани под формата на прах, който може да бъде мокрен. Обикновено появата на червените акари и трипсът е знак, че климатът е твърде горещ и сух за дисите. Охлаждането значително ще подобри развитието на дисите. При ниски температури влажността също може да се увеличи. Влажните и топли условия са неприемливи за дисите и при тях те гният. Всички мъртви или гниещи листа трябва да бъдат отстранявани. Това помага да се предотвратяват заразите.

## Видове
- Disa aconitoides (Ethiopia to S. Africa)
  - Disa aconitoides subsp. aconitoides (Ethiopia to S. Africa). Tuber geophyte
  - Disa aconitoides subsp. concinna (Congo to S. Trop. Africa). Tuber geophyte
  - Disa aconitoides subsp. goetzeana (Ethiopia to Tanzania). Tuber geophyte
- Disa aequiloba (SW. Tanzania to Angola).
- Disa alinae (Congo).
- Disa alticola (Mpumalanga / East-Transvaal).
- Disa amoena (Mpumalanga / East-Transvaal).
- Disa andringitrana (SE. & S. Madagascar).
- Disa aperta (SW. & S. Tanzania to Zambia).
- Disa arida (South Africa, S. Cape Prov.).
- Disa aristata (S. Africa, Northern Prov.).
- Disa atricapilla (South Africa, SW. Cape Prov.).
- Disa atrorubens (South Africa, SW. Cape Prov.).
- Disa aurata (South Africa, Cape Prov. (Swellendam).
- Disa barbata (South Africa, SW. Cape Prov.)
- Disa basutorum (S. Africa (Drakensberg).
- Disa baurii (Tanzania to S. Africa).
- Disa begleyi (South Africa, SW. Cape Prov.).
- Disa bivalvata (South Africa, SW. & S. Cape Prov.)
- Disa bodkinii (South Africa, SW. & S. Cape Prov.).
- Disa bolusiana (South Africa, SW. Cape Prov.).
- Disa borbonica (Réunion).
- Disa brachyceras (South Africa, SW. Cape Prov.).
- Disa bracteata (South Africa, SW. & S. Cape Prov.)
- Disa brevicornis (S. Trop. & S. Africa).
- Disa brevipetala (South Africa, SW. Cape Prov. (Kleinmond area).
- Disa buchenaviana (C. & SE. Madagascar).
- Disa caffra (Southern Congo to S. Africa, Madagascar).
- Disa cardinalis (South Africa, S. Cape Prov. (Riversdale).
- Disa caulescens (South Africa, SW. Cape Prov.)
- Disa cedarbergensis (South Africa, Cape Prov. (Cedarberg).
- Disa celata (S. Tanzania to Angola).
- Disa cephalotes (S. Africa).
  - Disa cephalotes subsp. cephalotes (S. Africa). Tuber geophyte
  - Disa cephalotes subsp. frigida (Lesotho to KwaZulu-Natal). Tuber geophyte
- Disa cernua (South Africa, SW. & S. Cape Prov.)
- Disa chimanimaniensis (S. Trop. Africa (Chimanimani Mts.).
- Disa chrysostachya (S. Africa)
- Disa clavicornis (Mpumalanga / East-Transvaal).
- Disa cochlearis (South Africa, Cape Prov. (Elandsberg).
- Disa comosa (South Africa, SW. & S. Cape Prov.)
- Disa conferta (South Africa, SW. Cape Prov.)
- Disa cooperi (S. Africa).
- Disa cornuta (Zimbabwe to S. Africa).
- Disa crassicornis (S. Africa).
- Disa cryptantha (Ethiopia, S. Tanzania to Zambia).
- Disa cylindrica (South Africa, SW. & S. Cape Prov.)
- Disa danielae (S. Congo).
- Disa densiflora (South Africa, SW. & S. Cape Prov.)
- Disa dichroa (S. Conngo to Zambia).
- Disa dracomontana (S. Africa (C. Drakensberg).
- Disa draconis (South Africa, SW. Cape Prov.)
- Disa ecalcarata (South Africa, SW. Cape Prov. (Constantiaberg).
- Disa elegans (South Africa, SW. Cape Prov.).
- Disa eminii (Rwanda to Zambia).
- Disa engleriana (Tanzania to Zambia)
- Disa equestris (Trop. Africa)
- Disa erubescens (Trop. Africa)
  - Disa erubescens subsp. carsonii (Tanzania to Zambia).
  - Disa erubescens subsp. erubescens (Trop. Africa) Tuber geophyte
- Disa esterhuyseniae (South Africa, WSW. Cape Prov.).
- Disa extinctoria (South Africa; Northern Prov., Swaziland).
- Disa fasciata (South Africa, SW. & S. Cape Prov.).
- Disa ferruginea (South Africa, SW. Cape Prov.)
- Disa filicornis (South Africa, SW. & S. Cape Prov.)
- Disa forcipata (South Africa, Cape Prov. (?).
- Disa forficaria (South Africa, SW. Cape Prov.)
- Disa fragrans (Ethiopia to S. Africa
  - Disa fragrans subsp. deckenii (NE. & E. Trop. Africa to Congo). Tuber geophyte
  - Disa fragrans subsp. fragrans (Tanzania to S. Africa). Tuber geophyte
- Disa galpinii (South Africa, E. Cape Prov. To KwaZulu-Natal).
- Disa gladioliflora (South Africa, S. Cape Prov.).
  - Disa gladioliflora subsp. capricornis (South Africa, S. Cape Prov.) Tuber geophyte
  - Disa gladioliflora subsp. gladioliflora (South Africa, S. Cape Prov.) Tuber geophyte
- Disa glandulosa (South Africa, SW. & S. Cape Prov.).
- Disa graminifolia (South Africa, SW. & S. Cape Prov.)
- Disa hallackii (South Africa, SW. & S. Cape Prov.).
- Disa harveyana (South Africa, SW. Cape Prov.).
  - Disa harveyana subsp. harveyana (South Africa, SW. Cape Prov.). Tuber geophyte
  - Disa harveyana subsp. longicalcarata (South Africa, SW. Cape Prov.). Tuber geophyte
- Disa helenae (Zambia).
- Disa hians (South Africa, S. Cape Prov.)
- Disa hircicornis (Trop. & S. Africa).
- Disa incarnata (C. & SE. Madagascar).
- Disa intermedia (South Africa, Swaziland).
- Disa introrsa (South Africa, SW. Cape Prov. (Skurweberge.
- Disa karooica (South Africa, NW. & C. Cape Prov.
- Disa katangensis (S. Congo to Angola).
- Disa linderiana (South Africa, W. Cape Prov.).
- Disa lineata (South Africa, SW. Cape Prov.).
- Disa lisowskii (Congo).
- Disa longicornu (South Africa, SW. Cape Prov.)
- Disa longifolia (South Africa, SW. Cape Prov.).
- Disa longilabris (SW. Tanzania to N. Malawi).
- Disa lugens (South Africa, SW. & S. Cape Prov.)
  - Disa lugens var. lugens (South Africa, SW. & S. Cape Prov.) Tuber geophyte
  - Disa lugens var. nigrescens (South Africa, S. Cape Prov. (Oyster Bay). Tuber geophyte
- Disa macrostachya (South Africa W. Cape Prov. (Rooiberg)
- Disa maculata (South Africa, SW. Cape Prov.).
- Disa marlothii (South Africa, SW. & S. Cape Prov.
- Disa micropetala (South Africa, SW. & S. Cape Prov.)
- Disa miniata (SW. Tanzania to S. Trop. Africa).
- Disa minor (South Africa, SW. Cape Prov).
- Disa montana (South Africa, E. Cape Prov.)
- Disa multifida (South Africa, SW. Cape Prov.)
- Disa neglecta (South Africa, SW. Cape Prov. (Worcester).
- Disa nervosa (S. Africa)
- Disa newdigatae (South Africa, S. Cape Prov. (Knysna area).
- Disa nigerica (Nigeria to Congo).
- Disa nivea (S. Africa (S. Drakensberg).
- Disa nubigena (South Africa, SW. Cape Prov. (Devils Peak).
- Disa nyikensis (Malawi to Zambia).
- Disa obtusa (South Africa, SW. & S. Cape Prov.).
  - Disa obtusa subsp. hottentotica (South Africa, SW. Cape Prov.) Tuber geophyte
  - Disa obtusa subsp. obtusa (South Africa, SW. Cape Prov.) Tuber geophyte
  - Disa obtusa subsp. picta (South Africa, S. Cape Prov Tuber geophyte
- Disa ocellata (South Africa, SW. Cape Prov.)
- Disa ochrostachya (Cameroon to Tanzania and S. Trop. Africa)
- Disa oligantha (South Africa, SW. Cape Prov.)
- Disa ophrydea (South Africa, SW. & S. Cape Prov.)
- Disa oreophila (S. Africa).
  - Disa oreophila subsp. erecta (South Africa, S. Africa (Drakensberg). Tuber geophyte
  - Disa oreophila subsp. oreophila (S. Africa. Tuber geophyte
- Disa ornithantha (SW. Tanzania to S. Trop. Africa).
- Disa ovalifolia (South Africa, WSW. Cape Prov.).
- Disa patula (Zimbabwe to S. Africa).
  - Disa patula var. patula (South Africa, E. Cape Prov. to Mpumalanga / East-Transvaal). Tuber geophyte
  - Disa patula var. transvaalensis (Zimbabwe to S. Africa). Tuber geophyte
- Disa perplexa (Nigeria, E. & S. Trop. Africa).
- Disa physodes (South Africa, SW. Cape Prov.).
- Disa pillansii (South Africa, SW. Cape Prov.)
- Disa polygonoides (Mozambique to S. Africa)
- Disa porrecta (S. Africa).
- Disa praecox (S. Trop. Africa (Nyika Plateau).
- Disa pulchella (Ethiopia, Yemen).
- Disa pulchra (S. Africa).
- Disa purpurascens (South Africa, SW. Cape Prov.)

- Disa pygmaea (South Africa, SW. Cape Prov.).
- Disa racemosa (South Africa, SW. & S. Cape Prov.).
- Disa renziana (Congo).
- Disa reticulata (South Africa, SW. & S. Cape Prov.).
- Disa rhodantha (Zimbabwe to S. Africa).
- Disa richardiana (South Africa, SW. Cape Prov.)
- Disa robusta (EC. Trop. Africa).
- Disa roeperocharoides (S. Congo to Zambia).
- Disa rosea (South Africa, SW. Cape Prov.).
- Disa rufescens (South Africa, SW. Cape Prov.)
- Disa rungweensis (SW. Tanzania to Malawi).
- Disa sabulosa (South Africa, SW. Cape Prov.)
- Disa sagittalis (South Africa, S. & SE. Cape Prov. to S. KwaZulu-Natal).

- Disa salteri (South Africa, SW. Cape Prov).
- Disa sanguinea (South Africa, E. Cape Prov. to S. KwaZulu-Natal)
- Disa sankeyi (S. Africa).
- Disa satyriopsis (Tanzania to Zambia)
- Disa saxicola (Tanzania to S. Africa).
- Disa schizodioides (South Africa, S. Cape Prov.).
- Disa schlechteriana (South Africa, SSW. Cape Prov. (Langeberg).
- Disa scullyi (South Africa, E. Cape Prov. to S. KwaZulu-Natal).
- Disa scutellifera (NE. & E. Trop. Africa).
- Disa similis (S. Trop. & S. Africa).
- Disa spathulata (South Africa, Cape Prov.)
  - Disa spathulata subsp. spathulata (South Africa, Cape Prov.) Tuber geophyte
  - Disa spathulata subsp. tripartita (South Africa, SW. Cape Prov.) Tuber geophyte
- Disa stachyoides (S. Africa)
- Disa stairsii (NE. Congo to E. Trop. Africa)
- Disa stricta (S. Africa).
- Disa subtenuicornis (South Africa, Cape Prov. (Riversdale.
- Disa telipogonis (South Africa, SW. Cape Prov.).
- Disa tenella (South Africa, Cape Prov.)
  - Disa tenella subsp. pusilla (South Africa, W. Cape Prov.) Tuber geophyte
  - Disa tenella subsp. tenella (South Africa, SW. Cape Prov.) Tuber geophyte
- Disa tenuicornis (South Africa, SW. Cape Prov.).
- Disa tenuifolia (South Africa, SW. Cape Prov.)
- Disa tenuis (South Africa, SW. Cape Prov.)
- Disa thodei (S. Africa, Eastern Cape to Drakensberg).
- Disa triloba (South Africa, SW. Cape Prov).
- Disa tripetaloides (South Africa, SW. & S. Cape Prov. to S. KwaZulu-Natal).
- Disa tysonii (South Africa, S. & E. Cape Prov. to Leshoto).
- Disa ukingensis (S. Tanzania to E. Zambia).
- Disa uncinata (South Africa, SW. & S. Cape Prov.)
- Disa uniflora (South Africa, SW. Cape Prov.)
- Disa vaginata (South Africa, SW. & S. Cape Prov.)
- Disa vasselotii (South Africa, S. Cape Prov.).
- Disa venosa (South Africa, SW. Cape Prov.)
- Disa venusta (South Africa, SW. & E. Cape Prov.).
- Disa verdickii (S. Congo to Angola).
- Disa versicolor (S. Trop. & S. Africa).
- Disa virginalis (South Africa, SW. Cape Prov.).
- Disa walleri (Burundi to S. Trop. Africa).
- Disa walteri (SW. Tanzania).
- Disa welwitschii (Trop. & S. Africa).
  - Disa welwitschii subsp. occultans (Trop. Africa)
  - Disa welwitschii subsp. welwitschii (Trop. & S. Africa) Tuber geophyte
- Disa woodii (Zimbabwe to S. Africa).
- Disa zimbabweensis (S. Trop. Africa to Mpumalanga / East-Transvaal).
- Disa zombica (Tanzania to S. Trop. Africa).
- Disa zuluensis (Mpumalanga / East-Transvaal, KwaZulu-Natal).

## Хибриди
Описаните видове са използвани за създаването на около 80 хибрида: Disa cardinalis, Disa caulescens, Disa racemosa, Disa tripetaloides, Disa uniflora and Disa venosa.
- Disa × brendae (D. caulescens × D. uniflora) (South Africa, SW. Cape Prov.)
- Disa × maculomarronina (D. hircicornis × D. versicolor) (S. Africa).
- Disa × nuwebergensis (D. caulescens × D. tripetaloides) (South Africa, Cape Prov.).
- Disa × paludicola (D. chrysostachya × D. rhodantha) (South Africa, KwaZulu-Natal).